# 皮埃尔·约瑟夫·雷杜德
皮埃尔-约瑟夫·雷杜德（法語：Pierre-Joseph Redouté，法語發音：[pjɛʁ ʒozɛf ʁədute]，1759年7月10日—1840年6月19日）是一位比利时画家和植物学家，以玫瑰、百合及石竹类花卉等绘画闻名于世，并被誉为“花之拉斐尔”。他是玛丽·安托瓦内特（法国路易十六的王后）的专职画师，法国大革命及恐怖统治时期（又称雅各宾专政）仍坚持作画。雷杜德得以在政治动荡骚乱中幸存下来，获得国际认可，皆源于精湛的绘画表现技艺，这类技艺在21世纪初仍鲜于人世。
著名油彩植物对开出版物《植物学图谱》，正值雷杜德的创作巅峰期（1798年-1837年），当时的巴黎是欧洲文化和科学中心。一腔热忱的绘画精神，使他成为弗兰德和荷兰传统花卉画家勃鲁盖尔（Brueghel）、拉赫尔·勒伊斯（Rachel Ruysch）、扬·范·海瑟姆（Jan van Huysum）、扬·达维德松·德·海姆（Jan Davidszoon de Heem）的学生兼助手。雷杜德毕生创作植物绘本逾2,100幅，涵盖1,800余种不同的品种，大部分在雷杜德之前均未曾以绘画的艺术形式呈现出来。

## 早年
雷杜德出生于比利时卢森堡省（Luxembourg，毗邻欧洲国家卢森堡，指比利时南部同名省）圣于贝尔市。

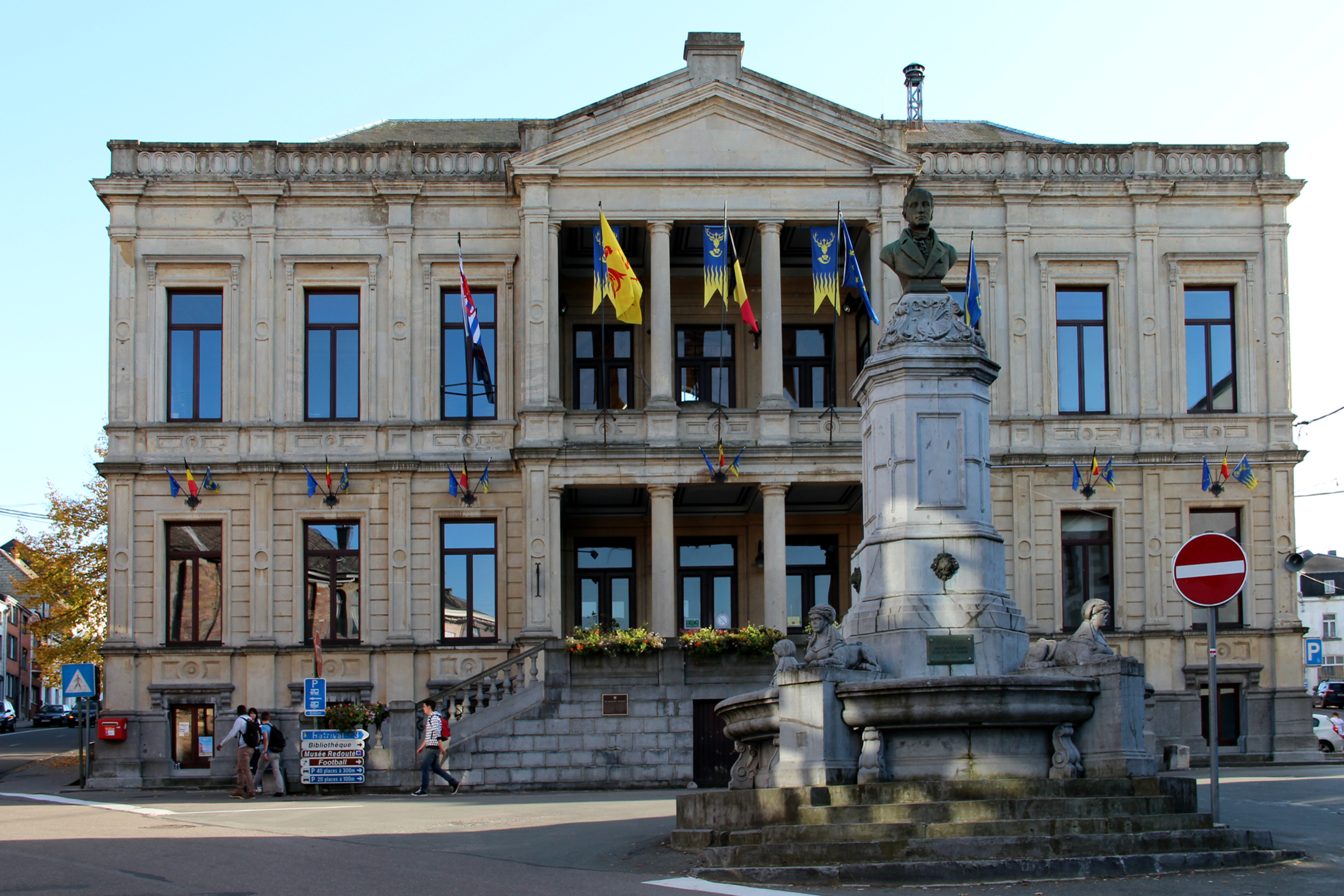
矗立的喷泉为纪念在比利时圣于贝尔时的皮埃尔-约瑟夫·雷杜德

虽然少时相对缺乏正式教育，但父亲和祖父都是画家。他13岁时背井离乡，游历比利时，以室内装饰，肖像画和宗教绘画为谋生手段。

## 巴黎
1782年，雷杜德跟随从事室内装饰和布景设计的兄长安托万·费迪南德（Antoine Ferdinand）来到巴黎。在巴黎，他遇上的植物学家Charles Louis L'Héritier de Brutelle以及 René Desfontaines，在他们的建议下，他开始朝着植物学图谱这个迅速发展的学科迈进。

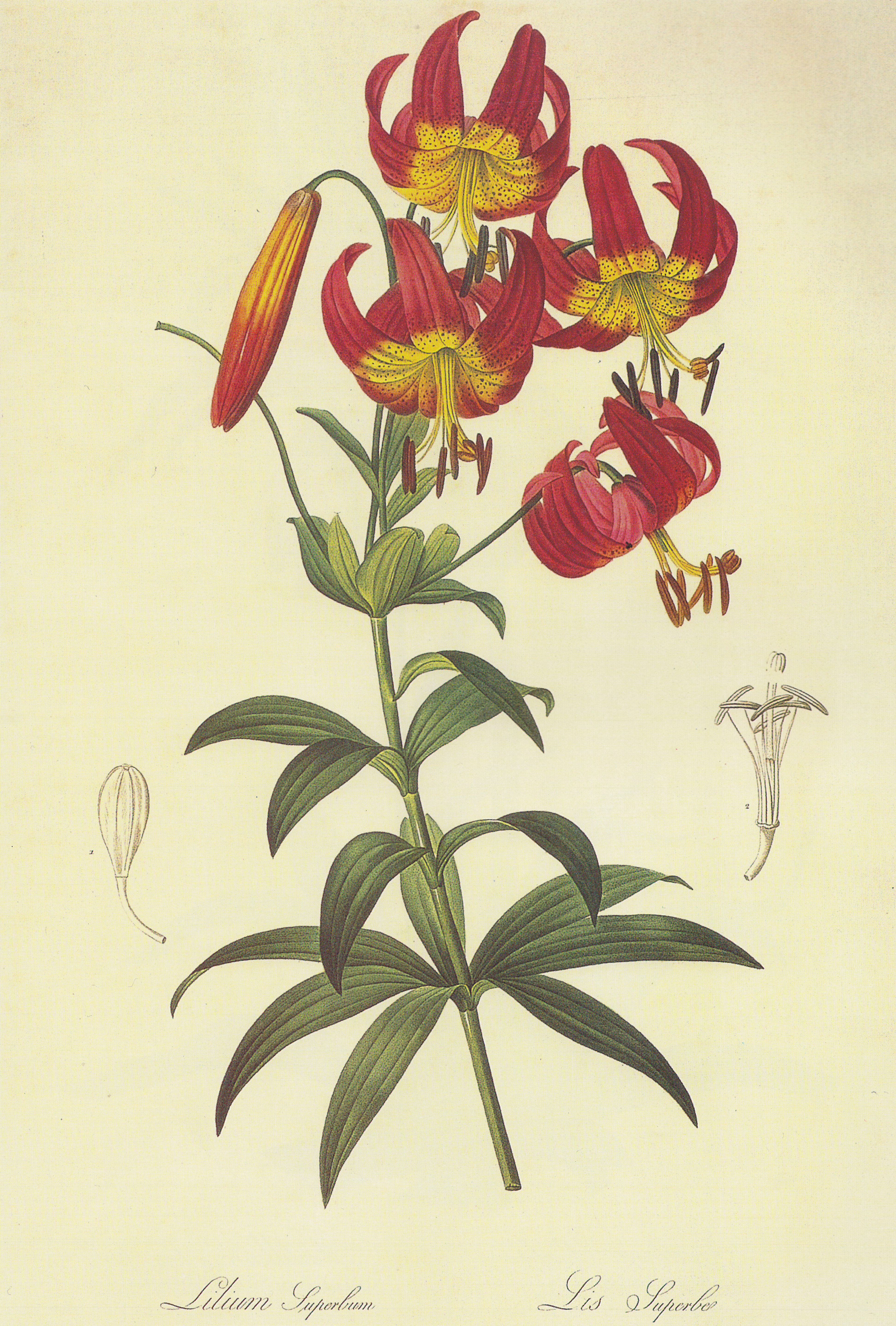
《植物学图谱》华丽百合

1798年，雷杜德在国家自然历史博物馆从事动植物的编录工作，并参与植物探险，赫赫有名的是波拿巴率领的埃及探险。1787年，他前往伦敦附近的皇家植物园——裘园深入研究植物。1788年，返回巴黎。1792年，被法国科学院聘用。巴黎商人沃舍（Cheveau），让这位年轻的艺术家在皇家植物园中，走进荷兰植物艺术家Gerard van Spaendonck的视野，法国大革命后的1793年，这座植物园成为国家自然历史博物馆的植物园。van Spaendonck成为雷杜德的老师，他的赞助人L'Heritier教他仔细分析花卉并描绘特征之处。L'Heritier还将雷杜德介绍给凡尔赛法庭的成员们。玛丽·安托瓦内特成为她的赞助人。雷杜德获得女王专职制图师及画师的头衔。
1798年，受到拿破仑一世皇妃约瑟芬·德博阿尔内的庇护，几年之后，雷杜德成为她的宫廷画师。1809年，雷杜德委任路易斯·玛丽·奥尔良皇后的老师，教她学习绘画。

## 职业及遗产
1814年，约瑟芬死后，雷杜德一度遇冷，直到1822年，他再度被任命为法国国家历史自然博物馆建筑设计的画师。1824年，他在国家历史自然博物馆进行数次绘画授课。并给皇家名媛，多数是比利时的女名流授课。1825年，他荣获法国荣誉军团勋章的骑士称号。他以玫瑰和百合上的植物绘画闻名于世，此后，他创作的绘画作品纯粹以美学价值为尊，包括著名的Choix des plus belles Fleurs （《植物图谱》）。

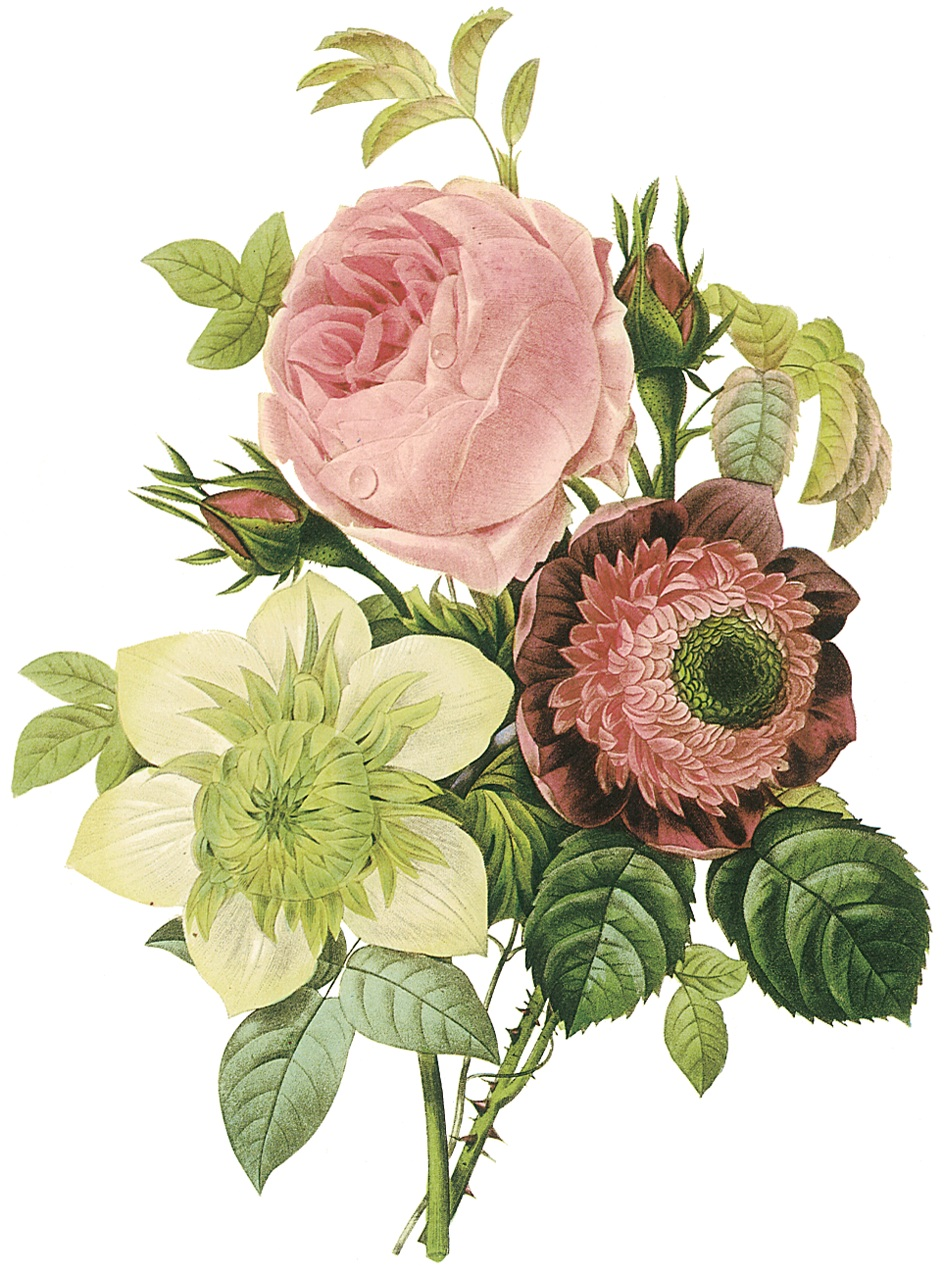
雷杜德花卉作品 (西洋蔷薇, 海葵, 以及铁线莲)

雷杜德努力克服持续而来的政治危机，未进行巨大斗争，在不同的政治统治时期幸免于难。他与同时代的著名植物学家密切合作创作，参与近50部植物绘本的设计绘画。在其漫长的职业生涯中，雷杜德在玛丽·安托瓦内特的小特里安农花园绘画，成为她的宫廷专职画师。法国大革命及恐怖统治期间，他被任命用画壁记录已成为公共财产的花园。然而，在约瑟夫皇后慷慨资助下，雷杜德的事业蓬勃发展，他创作大量风靡世界的华丽绘本，远销日本、南非、澳大利亚，以及欧洲及美国等地。
琼·勒尚特尔(Jean Lechanteur)在《王家大道》（La voie royale）中曾写道：
-{Le premier artiste liégeois du XVIIIe siècle à Paris, Jean Duvivier marche sur la voie tracée par Warin, puisqu'il accède aux charges de graveur des médailles des rois Louis XIV [...] L'ascension de Grétry ne doit pas éclipser les brillants parcours de Gilles Demarteau, reçu à l'Académie en 1759, un an avant d'être nommé graveur de desseins du cabinet du roi et de Pierre-Joseph Redouté prouve la capacité de survivre aux changements de régime: dessinateur et peintre du cabinet de Marie-Antoinette, dessinateur de l'Académie des sciences, peintre de fleurs de l'impératrice Marie-Joséphine, professeur de l'impératrice Marie-Louise ...
——Jean Lechanteur, Les arts et les lettres à l'époque moderne}-
——Jean Lechanteur， ("Art and letters in the modern era")
琼·维耶（Jean Duvivier），18世纪巴黎主流宫廷艺术家，自担任路易十四的勋章雕刻师，沿袭采用了瓦林（Warin）的艺术技法……格雷特里（Grétry）的崛起并未使吉尔斯·马尔托（Gilles Demarteau）的光辉道路黯然失色。1759年，雷杜德进入法兰西艺术学院进修，1958年，被任命为卡比涅国王（King’s Cabinet）的专职雕刻师，皮埃尔-约瑟夫·雷杜德证明了他在不同时期的生存能力。不仅是玛丽·安托瓦内特的专职设计师及画家，还是来自法国科学院的设计师，以及玛丽·约瑟芬皇后的花卉画师和玛丽·路易斯皇妃的绘画教师。
```
                                               ——琼·勒尚特尔，《现代文学与艺术》
```

他于1840年6月19日或20日逝世，葬于拉雪兹神父公墓。
布鲁塞尔的安德莱赫特的雷杜德学院以他的名字立校。

## 主要作品
- 《法国的乔木与灌木》，7卷集，1800年-1819年，报纸连载

- 《百合圣经》，8卷集，1802年-1816年创作，美国塔森出版社，2000年，ISBN 3-8228-6407-2，斯特拉斯堡大学，科学引文数据库，1802年-1816年

- 《玫瑰圣经》，3卷集，1817年-1824年创作，French & European Pubns出版社，1954年出版，ISBN 0-320-05904-9，皮埃尔-约瑟夫·雷杜德，桑德拉·拉斐尔（述），伊恩·杰克逊（译）， CD-ROM Octavo（2002）ISBN 1-891788-28-0

- 《皮埃尔-约瑟夫·雷杜德》，与康多勒、奥古斯汀·皮拉摩斯合著，1790年

- 《植物图谱》,1827年

- 《植物字母表》，1835年

- 《卢森堡的蘑菇》1759年-1840年创作，1989出版

## 蔷薇绘画

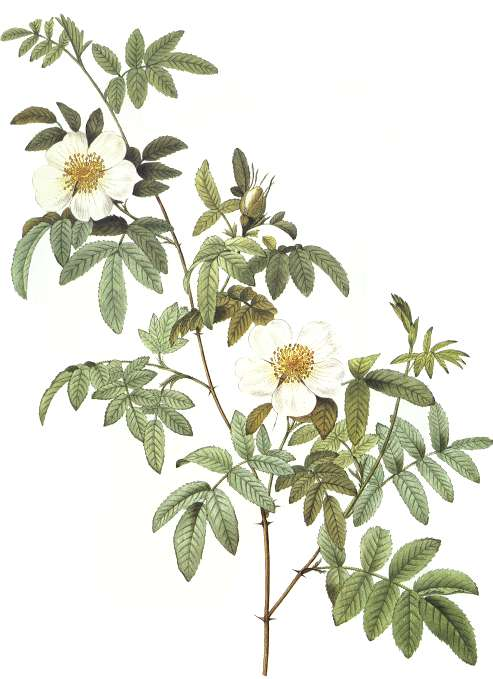
垂叶蔷薇
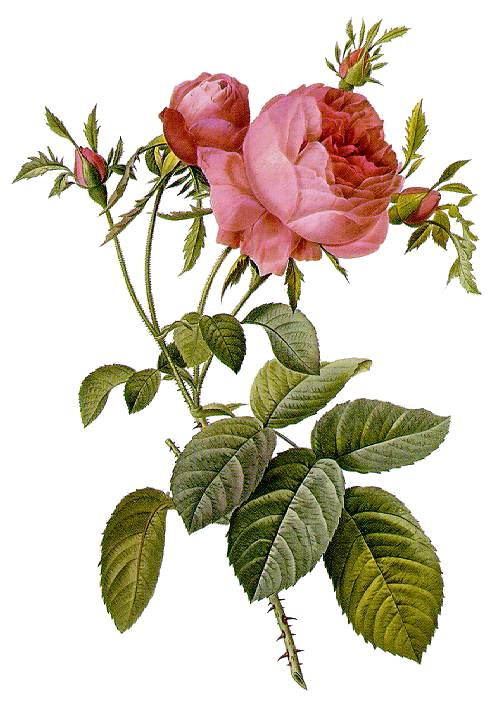
西洋蔷薇 (cabbage rose)
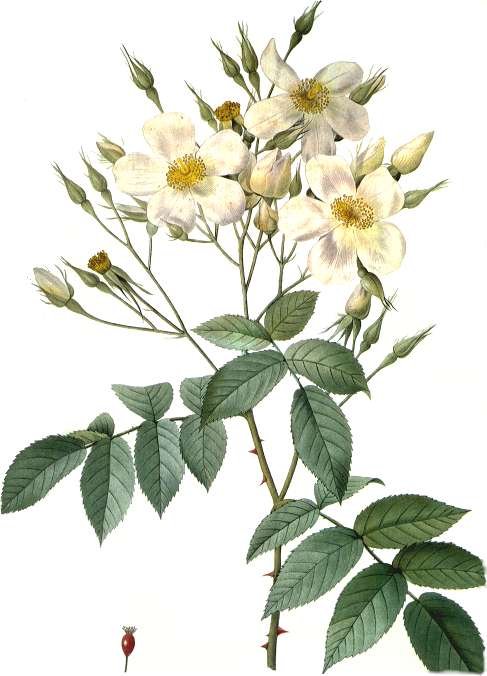
麝香蔷薇 (musk rose)

## 延伸阅读
- （英文） "Pierre Joseph Redouté" biography at globalgallery.com. （页面存档备份，存于）

- （英文） "Pierre-Joseph Redouté, 1759-1840", From Seed to Flower: Selected Books from the Cornelius J. Hauck Botanical Collection, Cincinnati Museum. （页面存档备份，存于）

- （法文） Drawings of roses by Pierre-Joseph Redouté at the University of Liège （页面存档备份，存于）

- （英文） Drawings of roses by Pierre-Joseph Redouté at rosarian.com （页面存档备份，存于）

- （法文） Redouté in the cultural history of Wallonia at wallonie-en-ligne.net （页面存档备份，存于）

- （法文） Dictionary of Belgian painters at balat.kikirpa.be （页面存档备份，存于）